# Jan Václav Regner z Kličína
Jan Václav Regner z Kličína, nebo Wenzel Regner z Regenthalu (14. června 1691 Kličín – 29. dubna 1762 Litoměřice), byl český římskokatolický duchovní, generální vikář litoměřické diecéze a děkan katedrální kapituly u sv. Štěpána v Litoměřicích.

## Život
V roce 1733 se stal sídelním kanovníkem katedrální kapituly v Litoměřicích. Litoměřický biskup Mořic Adolf Karel, vévoda ze Sachsen-Zeit, který pobýval často mimo diecézi a nechal se zastupovat generálními vikáři, ho v roce 1745 ustanovil za generálního vikáře litoměřické diecéze a oficiála církevního soudu. Když pak Regnera v roce 1748 ustanovil děkanem litoměřické kapituly vedl s ním pak řadu sporů.

Jedním z těchto sporů byl případ Johana Wilhelma von Horsta do katedrální kapituly, který přišel v roce 1734. Horst byl sice už kanovníkem kapituly v Lutychu a v Kolíně nad Rýnem, ale byl více světským dvořanem než knězem, takže nejenže nevykonával povinnosti plynoucí z jeho prebendy II. königseggovského kanonikátu, ale svým zhoubným vlivem na biskupa přivedl jeho finance k úplnému zhroucení. Biskup Sachsen-Zeit však stále nepřestal protežovat oblíbence ze svého „hofštátu“ (z něm. Hofstaat). Teprve zásah císařovny spolu s úsilím Regnera, přinuceného biskupem k rezignaci na generální vikariát a oficialát, zabránily nejhoršímu. Potom byl von Horst odhalen v roce 1748 jako pruský špión a vypovězen z císařských zemí.

Funkci kapitulního děkana pak Regner vykonával až do své smrti.